# アナクサゴラス (小惑星)
アナクサゴラス (4180 Anaxagoras) は、小惑星帯に位置する小惑星である。パロマー天文台のトム・ゲーレルスとライデン大学のファン・ハウテン夫妻が発見した。
古代ギリシアの自然哲学者、アナクサゴラスに因んで名付けられた。